# عبد الله بالخير
عبد الله بالخير (5 مايو 1950)، مغنٍ وملحن وممثل إماراتي.

## بدايته
بدأ حياته كمقلد ومنولوجست بين أصدقائه وكثيراً ما يستدعي شخصية المنولوجست على المسرح أثناء الغناء ويلقي بالتعليقات الساخرة حتى يسعد جمهوره، وبالملابس الملفتة والإستعراض والعصا والابتسامة على المسرح، بدأ حياته الفنية في القاهرة ودرس في معهد الموسيقى العربية وأعجب الملحن بليغ حمدي بصوته ولحن له أغنية (على هواه) كلمات محمد حمزة وكانت هذه الأغنية بالمصرية ووضعته على طريق الشهرة.

## أغاني فردية
- زنجبار
- وليلي
- لودريت إن المحبة تجفي
- عيوني عينت
- روح غناتي
- يالويل يالويل
- دللتي
- هالو هالو
- الرواح
- شحالكم
- رسمت الحب
- من جميرا
- نعم سيدي
- ناديت
- وتمايلو
- شهد وافضال
- ذوب الثلج ( 2024 )